# Shui-Bai-Bahn

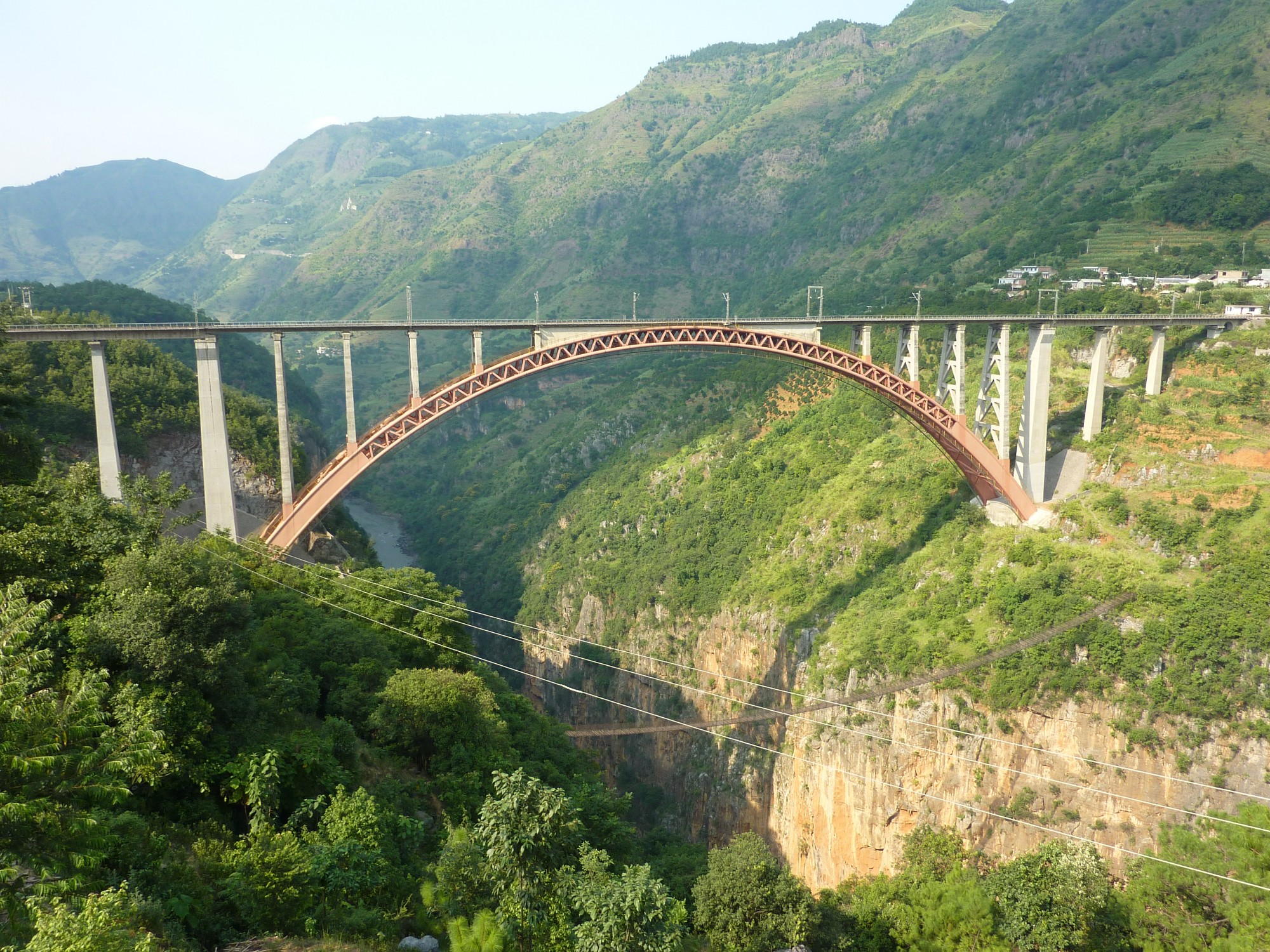
Bahnbrücke über den Beipanjiang

Die Shui-Bai-Bahn, Shuicheng-Baiguo-Bahn (chinesisch 水柏铁路, Pinyin Shuǐbǎi tiělù, englisch Shuibai Railway) oder Shui-Bai-Linie (水柏线, englisch Shuicheng-Baiguo Line) verläuft im Westen der chinesischen Provinz Guizhou durch das Gebiet des Wumeng-Gebirges (乌蒙山). Sie verbindet den Ort Shuicheng in Richtung Süden mit der Großgemeinde Baiguo (柏果镇) im Kreis Pan (盘县) (Shuicheng und Pan sind Kreise der bezirksfreien Stadt Liupanshui). Die Bahn ist 118 km lang. Hundert Brücken und viele Tunnel machen 63 Prozent ihrer Gesamtlänge aus. Eine ihrer größten Brücken ist die eingleisige 236 m lange Beipanjiang-Eisenbahnbrücke (北盘江铁路桥). Die Bahn führt durch die Steinkohle-Bergwerksgebiete Liupanshuis.
Im Rahmen einer Umstrukturierung erhielt die Shui-Bai-Bahn 2004 auch die 43 km lange Strecke Hongguo-Baiguo und änderte ihren Namen in Shuihong-Bahn.